# Sliač
Sliač (maďarsky Szliács, německy zřídkavě Sliatsch) je město na středním Slovensku, v Banskobystrickém kraji, v okrese Zvolen. Známé jsou zdejší lázně a také mezinárodní letiště, jediné na středním Slovensku.

## Název
Jméno Sliač souvisí se slovem slatina „minerální pramen, kyselka". 

## Poloha
Město leží od hlavního města Bratislavy 194 km, krajského města Banská Bystrica 19,2 km a okresního města Zvolen 5,6 km , v údolí řeky Hron, přes kterou zde vede most. Dostupné je po železnici spojující Zvolen s Bratislavou a po silnicích nižší třídy.

## Historie
Archeologické nálezy z oblasti jsou datovány do 5. až 9. století. První písemná zmínka o městě je z roku 1250 (týká se osady Hájniky). Dnešní město vzniklo sloučením doposud samostatných obcí Hájniky a Rybáre s lázeňským střediskem Sliač v roce 1959 a tato obec byla povýšená na město v roce 1969.
V době okupace Československa sovětskými vojsky (v letech 1968 – 1991) byly ve Sliači v a jeho okolí dislokovaná sovětská vojska. V červnu 2016 slovenský prezident Andrej Kiska odhalil ve městě památník odsunu sovětských vojsk, první svého druhu na Slovensku.

### Hájniky

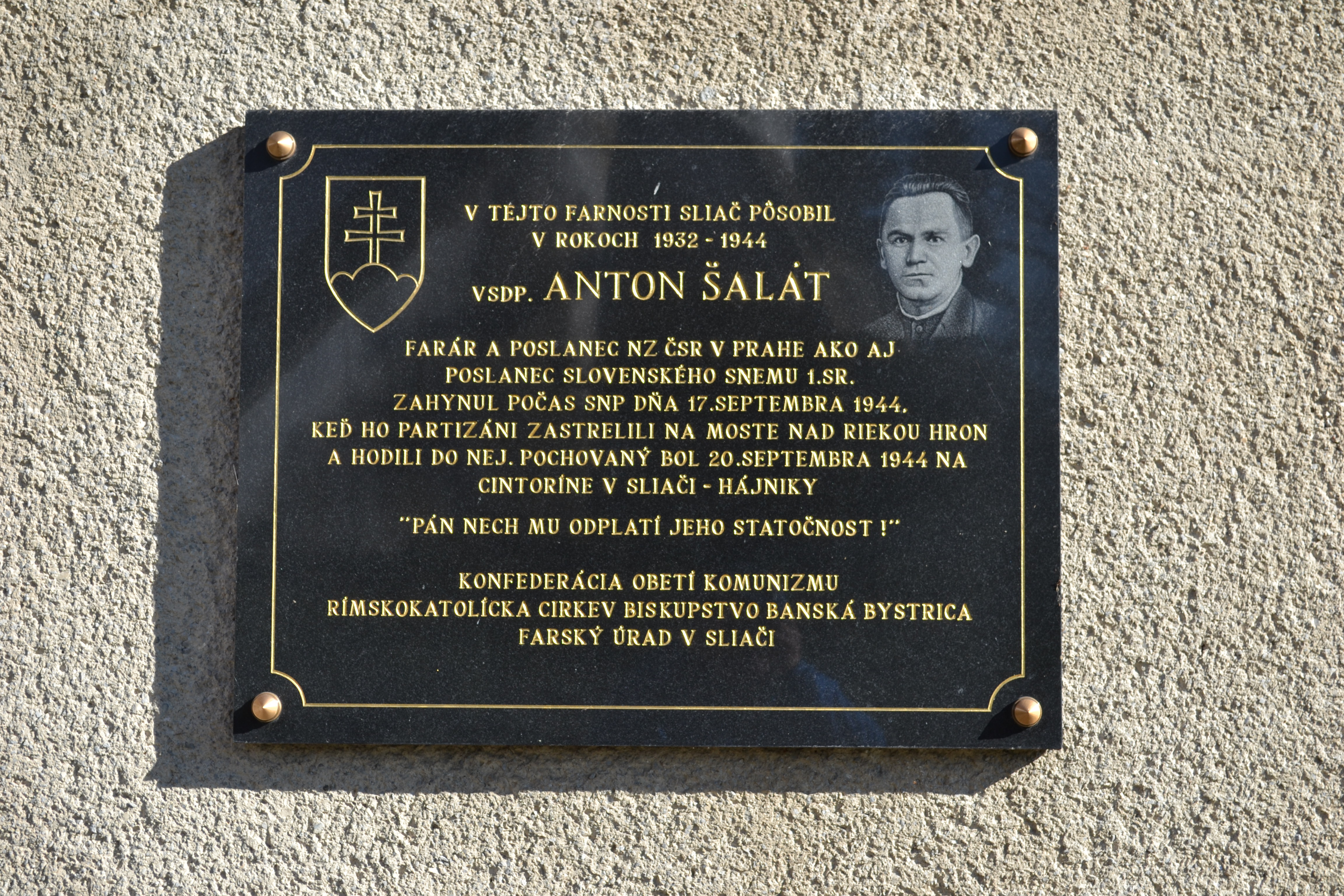
Památní deska Antona Šaláta

První písemná zmínka o osadě je z roku 1250, kdy je zmiňována latinsky jako Villa Custodum silvarum. V místech osady Hájniky žili Slované již v 6. století. Od 14. století náležela vesnice hradu Zvolen. V letech 1582–1657 byla součástí Osmanské říše. V této době byla roku 1626 poškozena požárem. Z obyvatelů se stali kalvíni, katolická farnost byla obnovena až v roce 1675. K dalšímu požáru došlo v roce 1876. Roku 1910 ve vesnici žilo 696 obyvatel, (maďarská menšina, slovenská většina). Do roku 1919 byla obec součástí Zvolenské župy (okresu Zvolen), poté se stala součástí Československa. V noci ze 16. na 17. září 1944 zde bylo partyzány zavražděno 11 nebo 12 lidí.

### Rybáre
První zmínka o osadě pochází z roku 1249, kdy byla nazývána maďarsky Halasz (tj. „rybář“). Byla součástí opevnění města Zvolen. V letech 1582–1668 byla součástí Osmanské říše. Obyvatelé se živili především pěstováním chmelu a chovem hovězího dobytka. Roku 1910 ve vesnici žilo 671 obyvatel, (maďarská menšina, slovenská většina). Do roku 1919 byla obec součástí Zvolenské župy (okresu Zvolen), poté se stala součástí Československa.

### Sliač
Zatímco vesnice Hájniky a Rybáre se nacházejí na pravém břehu řeky, lázeňské středisko Sliač leží na břehu levém. Lázně jsou na tomto místě známy od 13. století.

## Obyvatelstvo
V roce 2001 žilo ve městě 4667 obyvatel, z toho 4485 Slováků.

## Pamětihodnosti
- gotický katolický kostel sv. Mikuláše ze 13. století
- kaple sv. Hildegardy z roku 1855
- šlechtický dům ze 16. století
- impozantní klasicistický lázeňský dům z 19. století
- luteránský kostel z roku 2003
- dvoupatrový kaštel

## Lázeňství
Sliač je známé lázeňské centrum pro léčbu civilizačních chorob. Probíhá zde léčba srdečně-cévních chorob, chorob pohybového aparátu, onkologických a gynekologických chorob a post–covidového syndromu.
V desátých letech 21. století byly zdejší lázně posledními lázněmi na Slovensku, jejichž většinovým akcionářem byl stát. V roce 2009 skončily v účetní ztrátě až 1,3 milionů eur a v roce 2012 přes 800 tisíc eur. Aby odvrátil hrozící konkurz, navýšil v červnu 2006 Fond národního majetku základní jmění společnosti o 1,5 milionů eur a svůj podíl zvýšil z 67 na 72,5 %.

## Partnerství
Od roku 2004 je partnerským městem české Přibyslavi. Smlouva o spolupráci byla podepsána dne 25. června 2004 primátorem města Stanislavem Koreněm a přibyslavským starostou Janem Štefáčkem při účasti přibyslavské delegace na oslavách 760. výročí první písemné zmínky a 35. výročí udělení statutu města.